# Konceptuális művészet
A konceptuális művészet (angolul: conceptual art), azaz fogalmi, gondolati művészet az 1960-as évek közepe táján kialakuló irányzat, mely szakít a művészi kommunikáció hagyományos tárgyias formáival, és a gondolati tényezőket helyezi előtérbe, vagyis a gondolatot elsődlegesnek vallja valamely mű megvalósításában.

## Társadalmi háttér
Eltűnt az 1960-as évek optimizmusa, többek között: Kennedy halála, a vietnámi háború, Martin Luther King halála, feketék és fehérek közötti ellentétek és a diáklázadások miatt.

## A mozgalom története
Az uralkodó minimalizmus ’68-ban ellentmondásos helyzetbe került. Világossá vált, hogy az avantgárd konzervatívvá vált. Materialista lett, innovációjuk, utópista hitük a technikában nevetséges lett. A minimalizmusban a modernizmus totális rendszere nyilvánult meg. Optikai, formalista l’art pour l’art elvük erőteljes ellenkezést váltott ki. 
Tény, hogy az a fajta monokróm, csak önmagára utaló, bezárkózó, elitista festészet, amit a monokrómia képviselt az 1970-es évek elején, valóban nem tudott reagálni a változásokra. Ezért mondta John Perro, minimal art művész: „jelenleg többre van szükségünk, mint csöndes kockákra, üres vásznakra és ragyogóan fehér falakra. Betegek vagyunk a hideg terektől, monokróm felhőkarcolóktól, az olyan enteriőröktől, melyek inkább kulcstároló dobozokra, mint életre alkalmas szobákra emlékeztetnek.” 
Az egész minimal art sterilizáltsága rendkívülien irritáló volt ezen nemzedék számára.
A koncept art a hatvanas években született, a minimal art folytatásaként alakul ki. Kosuth Egy és három szék c. műve keletkezésétől számítják a mozgalom születését. A kezdet 1965, és kb. ’75-ig tartott (Magyarországon inkább ’78-ig). 1981-ben már posztkonceptuális művészetről beszélnek. A ’80-as – ’90-es évek végén újra felütötte fejét a koncept és a konceptuális művészet

## Az irányzat jellemzői
A szűkebb kosuthi értelemben vett conceptual art tisztán formalista, analitikus vallomás a művészetről (az alapul vett analitikus filozófia példájára vezette be Terry Atkinson 1970-ben az analytical art, vagyis analitikus művészet elnevezést). Azok az alkotók, akik ebbe az irányzatba tartoznak tagadnak minden referenciális kapcsolatot a látható, tapintható „valósággal”, semmit sem kívánnak közölni a világról, hanem – elsősorban a modern nyelvfilozófiától indíttatva – tevékenységüket a művészi nyelv, a művészetfogalom és különféle konceptuális kérdések vizsgálatára szűkítik. Renato Barilli olasz művészettörténész ezt nevezi tautologikus (feleslegesen ismétlő) konceptualizmusnak, megkülönböztetve a szélesebb értelemben, úgynevezett „misztikus konceptualizmustól”, melybe már többek között a concept art is beletartozhat. A 60as és a 70es években a feminista nőművészek conceptuális művészeti módszereket használtak a szövegeikben, kiállításaikban, fotóikban és a performanszaikban.

## Koncept art művészek
- John Baldessari
- Daniel Buren
- Attalai Gábor
- Sol LeWitt
- Drozdik Orsolya
- David Woodard